# Amelia Shankley
Amelia Shankley (* 18. Juni 1972 in London) ist eine britische Schauspielerin. Bekanntheit erlangte sie durch die Rolle der jungen Alice Liddell im Film Das wahre Leben der Alice im Wunderland und der Sara Crewe in der Fernsehserie Sara, die kleine Prinzessin.

## Filmografie
- 1985: Das wahre Leben der Alice im Wunderland – Alice Liddell
- 1986: Sara, die kleine Prinzessin (Fernsehserie) – Sara Crewe
- 1989: Rotkäppchen –  Linet
- 1989: Mother Love (Fernsehserie) – Harriet
- 1990: Boon (Fernsehserie, 1 Episode)  – Justina Bradleigh
- 1990: Casualty (Fernsehserie, 1 Episode) –  Nikki
- 1992: Chillers
- 1992: Lovejoy – Viki Lovejoy
- 2010: Butterfly Crush – Star

## Auszeichnungen
- 1986: Saturn Award für den besten Nachwuchsschauspieler – Das wahre Leben der Alice im Wunderland (Nominierung)